# アリスソフト
アリスソフト (ALICESOFT) は、大阪市北区天満に本社を置く、株式会社チャンピオンソフトのアダルトゲームブランド。

## 沿革
- 1983年1月 - チャンピオンソフト設立。設立当初は奈良県橿原市中町に所在。
- 1989年4月 - ブランド「アリスソフト」を発足。
- 1989年7月15日 - 『Rance -光をもとめて-』と『Intruder -桜屋敷の探索-』でデビュー[1]。
- 1990年10月 - ユーザークラブを発足。
- 1995年4月 - 本社を大阪市北区天満3-12-3ハニービルに移転。
- 2002年 - ボーイズラブ系ブランド「Alice Blue」ほか、「Alice noir」、「Alice crimson」のブランドを発足。
- 2003年4月15日 - 「配布フリー宣言」を発表。
- 2004年7月16日 - 「Alice Blue」の当面の活動休止を発表[2]。
- 2006年春 - 東京事務所を開設。
- 2014年夏 - 東京事務所を閉鎖。
- 2020年夏 - 新ブランド「IMYUIC」を発表[3]。

## 概要
アダルトゲームの創生期から存在し現存している数少ないブランドの一つで、1980年代はパソコンショップ高知 (PSK) やジャストなどと共に業界を盛り上げた。1990年代には「東のエルフ、西のアリス」と謳われたほどに、アダルトゲーム業界およびその流通分野の中でも特別視された。
設立時は「チャンピオンソフト」名義でゲームを発売していたが、昭和から平成へ時代が変わるのを機に「アリスソフト」ブランドを発足して以降、「チャンピオンソフト」名義ではゲームソフトを発売していない。
メインブランド「アリスソフト」 (ALICESOFT) 以外に、「Alice Blue」、「Alice noir」、「Alice crimson」などのブランドが存在していたが、2014年以降はメインの「アリスソフト」以外活動を休止している。
2020年7月22日にアリスソフト・プロデュースの新ブランド「IMYUIC」（いみゅいっく）および、同人RPG『HENTAI LABYRINTH』（ヘンタイ・ラビリンス）を発表した。「IMYUIC」のディレクターであるIMAYUIは、同ブランド設立の経緯について「『HENTAI LABYRINTH』のα版およびβ版を見た経営陣からIMAYUI個人の独自色が濃いことを指摘され、それを伸ばすために新しいブランドを設立した」とBugBugによるインタビューに答えており、ブランド名もIMAYUIにちなんでつけられた。なお、IMYUICは2022年にアリスソフトのプロデュースを離れ、独立している。
著作権ガイドラインを掲載しており、著作物の利用範囲を定めている。
イメージキャラクターは「アリス」で、アリスソフトが制作するほとんどのゲームにスタッフルームの案内役などで登場するが、服装などの造形や登場シーンのBGMは過去作品から現在の作品まで一貫して同じものが使われている。デザインと初代作画はYUKIMI、2代目作画はむつみまさと、3代目作画は織音がそれぞれ担当している。また、ゲームによってはMINや魚介が作画したアリスも存在する。アリスと一緒にいるカラスのような鳥は「ユキチ」といい、名前は創業者社長が慶応義塾大学卒だったことに由来する。なお、アリスとユキチとは別に、埴輪の「ハニー」というマスコットキャラクターがおり、同社の社屋「ハニービル」の名前の由来にもなっている。

## 特徴

### システム面
アリスソフトのゲームシステムはユーザーに対しても公開されており、ユーザー自身でも新たにゲームの開発が行なえる可能性を与えている（ただし、無保証・無サポートである）。
なお、かつてはSystem3.x系の開発キットが一般に公開されていたことがあるが、その後に同系列についての開発キットは公開が終了している。また、ユーザークラブ会員向けにSystem4.x系の開発キットが公開されていたが、これもその後に公開を休止している。

### 特色
恋愛アドベンチャーゲームが多くを占めるアダルトゲーム業界にあって、アリスソフトのゲームは育成RPGや国盗り（地域制圧）SLGなど多種多様なジャンルのゲームを制作している。基本的には一作ごとに世界設定を変更するという方針であるが、「学園戦記」シリーズの次元3E2、看板ソフト『Rance』シリーズのルドラサウム大陸のように複数の作品で世界設定を共有するゲームも少なくない。
2002年（平成14年）3月15日には、当時のアダルトゲームとしては低価格帯に入る2800円で『妻みぐい』を発表した（結果、2002年（平成14年）のアダルトゲーム売上数第1位となる）。
長期的な展望から、新品を購入してくれるユーザーとの信頼関係を重視しており、前述の『妻みぐい』から始めた低価格シリーズや廉価版への展開を積極的に行うほか、後述する「配布フリー宣言」や、販売終了作品の一部を無料配布（例として『アリスの館7』に収録されていた『しまいま。』など）するなどのサービスの展開も行っている。また、その後年には、新作や一部の過去作品のダウンロード販売を開始した。
アダルトシーン無しではシナリオが成立しないゲームが多いため、家庭用ゲーム機への移植は『Only You 〜リ・クルス〜』（移植時の題名は『Only You 〜リベルクルス〜』）、『ぱすてるチャイムContinue』など数少ない。このほかにも、他社によるリメイク移植としては、イメージエポックが『闘神都市II』をニンテンドー3DSに移植した『闘神都市』がある。
上記作品の移植以前にも、『闘神都市』が「闘神都市υ（ユプシロン）」として前作のリメイク（前半）+新規追加（後半）で移植される計画が進んでいたが、前半の80%まで進んだ時点で頓挫した。なお、同作の設定は、『ランスIV』と『闘神都市II』に引き継がれることになる。作品のアニメ化も同様に、15禁または18禁のアダルトアニメ(成人向けOVAビデオアニメ)という形のみ行われ、UHFアニメなどの一般アニメになった作品は未だ存在していない。
アリスソフトはメインのイラストレーターやシナリオライターが社内に在籍したままでも、続編の製作に際して交替を実施するケースが『ランス』シリーズなどで見られている。
社員の一部は個人的に同人活動を行っているが、彼らの同人誌は社内規定によって500部までと制限されており、アクアプラス所属のスタッフ同様（みつみ美里、そのほかの原画家はLeaf所属ゆえ、その規定内ではない）、コミックとらのあななどの業者へ卸されることはない。
2020年11月27日発売の『ドーナドーナ いっしょにわるいことをしよう』では初めてダウンロードカードが付属した。

## 配布フリー宣言
配布フリー宣言とは、アリスソフトによる著作物の一部をユーザーが配布することを認めるものである。
発売から相当な時間が経ち、入手困難となったソフトの回転を促進するため、あるいは新作の販促活動の一環として、配布フリー宣言が為される。前者の場合、PC-9801時代かそれ以前のタイトルのような、開発費を回収しきった古いタイトルが指定される。後者の場合、現世代のOSでプレイ可能であったり、一部の中古ショップでは普通に取り扱われているような、比較的新しいタイトルが指定される。また、近年の新作コンピュータゲームにはつきもののPVも、アリスソフトにおいては配布フリー宣言のもとで扱われる。
配布形態としては、WEB上へのアップロードのほか、ファイル共有ソフトなどによる不特定多数の人への公開も認めている。最新OSへの対応やエミュレータ形式への変換は認められているが、それ以外の改造は禁止となっている。また、サポートには応じないが、著作権は放棄していない。

## 作品リスト
チャンピオンソフト時代の作品については「チャンピオンソフト」を参照。

### アリスソフト
下記リスト中の*印は配布フリー宣言の対象作品。
- 『Rance』シリーズ
  - Rance -光をもとめて- *
  - Rance II -反逆の少女たち- *
  - Rance III -リーザス陥落- *
  - Rance IV -教団の遺産- *
  - ランス4.1 〜お薬工場を救え!〜 *
  - ランス4.2 〜エンジェル組〜 *
  - 鬼畜王ランス *
  - Rance5D -ひとりぼっちの女の子-
  - RanceVI -ゼス崩壊-
  - 戦国ランス
  - ランス 02 反逆の少女たち（パッケージ『アリス2010』『Rance35th Anniversary Box』に収録。単品で無料配信もされている。）
  - ランス・クエスト
  - ランス・クエスト マグナム
  - ランス01 -光をもとめて-
  - Rance IX -ヘルマン革命-
  - ランス03 リーザス陥落
  - Rance X -決戦-
  - Rance35th Anniversary Box
- 『闘神都市』シリーズ
  - 闘神都市 *
  - 闘神都市II *
  - 闘神都市II そしてそれから…（全年齢）
  - 闘神都市III
- 『ぱすてるチャイム』シリーズ
  - ぱすてるチャイム -恋のスキルアップ-
  - ぱすてるチャイムContinue
  - ぱすちゃC++
  - パステルチャイム3 バインドシーカー
- 『超昂』シリーズ
  - 超昂天使エスカレイヤー
  - 超昂閃忍ハルカ
  - 超昂天使エスカレイヤーR
  - 超昂神騎エクシール
  - 超昂大戦エスカレーションヒロインズ
- 『大』シリーズ
  - 大悪司
  - 大番長 Big Bang Age
  - 大帝国
- 『にょ』シリーズ
  - かえるにょ・ぱにょ〜ん
  - かえるにょ国にょアリス
  - ままにょにょ
- 『D.P.S.』シリーズ
  - D.P.S. *
  - D.P.S. SG *
  - D.P.S. SG set2 *
  - D.P.S. SG set3 *
  - Super D.P.S. *
  - D.P.S. 全部 *
- 『DALK』シリーズ
  - DALK *
  - DALK外伝
- 『AmbivalenZ』シリーズ
  - AmbivalenZ -二律背反- *
  - AliveZ
- 『ぷろすちゅーでんと』シリーズ
  - ぷろすちゅーでんとG *
  - ぷろすちゅ★でんとGood
- 『妻』シリーズ
  - 妻みぐい
  - 妻みぐい2
  - 妻しぼり
  - 妻みぐい3
- 『イブニクル』シリーズ
  - イブニクル
  - イブニクル2
- 『ALICEの館』シリーズ
  - ALICEの館
  - ALICEの館2
  - ALICEの館3 *
  - ALICEの館4・5・6
  - 20世紀アリス
  - ALICEの館7
  - アリス2010
- アリスCD、会員限定他
  - 乙女戦記 （全年齢）
  - Only You -世紀末のジュリエット達-
  - 学園KING -日出彦 学校をつくる- *
  - いけないかつみ先生 -患者さんおいたはだめよん-
  - HUSHABY BABY ハッシャバイベイビー
  - 人間狩り
  - 学園KING 番外編 *
  - ウルトラ魔法少女まなな（全年齢）
  - エドランゼ
- 単発作品
  - Intruder -桜屋敷の探索- *
  - CRESCENT MOON がぁる *
  - あぶないてんぐ伝説 *
  - Dr.STOP! *
  - あゆみちゃん物語 *
  - 宇宙快盗ファニーBee *
  - 夢幻泡影 *
  - 戦巫女 -Vestal virgin-（全年齢）
  - 零式
  - アトラク＝ナクア
  - 王道勇者
  - DiaboLiQuE
  - 守り神様
  - ママトト
  - DARCROWS
  - PERSIOM -約束の集う場所-
  - SeeIn青 -シーンAO-
  - 夜が来る!
    - 夜が来る！-Square of the MOON- Remastered

  - Only you -リ・クルス-
  - シェル・クレイル 〜愛しあう逃避の中で〜
  - ナイトデーモン-夢鬼-
  - 魔女の贖罪
  - GALZOOアイランド
  - よくばりサボテン
  - だぶる先生らいふっ
  - お嬢様をいいなりにするゲーム
  - ばにしゅ! 〜おっぱいの消えた王国〜
  - 僕だけの保健室
  - ももいろガーディアン
  - しゃーまんず・さんくちゅあり 巫女の聖域
  - 母娘乱館
  - どらぺこ! 〜おねだりドラゴンとおっぱい勇者〜
  - 武想少女隊ぶれいど☆ブライダーズ
  - はーとふるママン
  - 母爛漫
  - ドーナドーナ いっしょにわるいことをしよう[10][11]
  - 奥さまの回復術[12]
  - アリスのハニハニクラッシュ!（全年齢）

### Alice Blue
- 隠れ月（非18禁）
- 王子さまLV1（本体は非18禁、18禁追加ディスクあり）
- 王子さまLV1.5（18禁）
- 王子さまLV2（18禁）
- 俺の下であがけ（18禁）
- 楽園行（18禁）

### Alice noir
- Nor
- 翡翠の眸

### IMYUIC
- ヘンタイ・ラビリンス[3]

## 主なスタッフ
アリスソフト移行後の主なスタッフのみ記述。チャンピオンソフト時代のスタッフについては「チャンピオンソフト」を参照。
- 会長
  - wild child（白木善喜）
- 代表取締役社長
  - しらきんぐ（白木慶喜）
- 顧問
  - TADA
- 相談役
  - YUKIMI
- プロデューサー
  - ぷりん
- ディレクター・ゲームデザイン
  - HIRO
  - イマーム
  - 風麟
  - よーいちろー
  - IMAYUI[3]
- シナリオ
  - ふみゃ
  - ヨイドレ・ドラゴン
  - ダイスころがし
- メイン原画
  - MIN-NARAKEN
  - おにぎりくん
  - 織音
- グラフィッカー・サブ原画
  - タケペン
  - えびちり
  - ひさと
  - 天然水
  - たっくん
  - 遊喜
- エフェクト・ユニットデザイン・3D
  - 慶
  - 好緒
  - K
  - ときすでにおすし
- 背景美術
  - なかじー
  - 古介
  - れんれん
  - 荒尾
- 音楽（ASTLYRE）
  - 水夏える
- プログラム
  - やすべ
  - 魅月
  - こころ
  - 白牡丹
  - 番兵
  - らむだ
  - やよい
  - 板丸
  - クロム
- デバッガー・スクリプト・進行管理他
  - む〜みん
  - 鉄鉱石
  - 天雪ハルカ
  - Standstill
  - BISON
  - 破魔矢
  - 生ダム
  - ムース
- 業務部
  - OKAMURA
  - ワタナベ
  - macky
  - 桜秀蘭
  - コマツ
  - ADASA
- 外注メイン原画
  - カズマ G.VERSION
  - ラッシャーヴェラク
  - 鈴木典孝
  - CARNELIAN
  - トモセシュンサク
  - Maruto!
  - QP:flapper
  - うろたん
  - 八重樫南
  - ザンクロー
- 外注シナリオ
  - 永沢壱朗
  - TAMAMI
  - 松本ドリル研究所（なす）
  - 春原陽
  - 犬丼
  - 真条明
  - 蒼井村正
  - 若林浩太郎
  - 庵穴段刃
  - 臼場影郎
  - 上島向陽
- 外注コンポーザー
  - DRAGON ATTACK!（◯太郎、雷丸）
  - ALNEAR（琉姫アルナ・ALVINE）
- 外注その他
  - 七薙
  - cao.
- 外注サブ原画・ゲストキャラクターデザイン・SD原画
  - 松本ドリル研究所（ながの～ん）
  - 奄美あまゆ
  - 瑠奈璃亜
  - かにかま
  - BLADE
  - FBC
  - INO
  - サガノユウジ
  - さくやついたち
  - しのづかあつと
  - てつぶた
  - 黒本君
  - 小豆TANK
  - 竜太
- 退社後外注
  - はちまん（弓弦）
  - 上田庄吾（Flypaper）
  - とり（六花梨花）
  - もみあげルパンR[13]
  - 月餅
  - 妹尾雄大[14]
  - ちょも山（黒田晶見）
  - Shade[15][14]
  - DJ C++（桜ノ咲みえ）
- 退社
  - ひでSAN
  - KAORI
  - しきがみあずま
  - 三重紙
  - ちみろいむ
  - PLUM'F
  - Karen
  - WAO
  - スズケン
  - 陣内
  - しげ
  - NEY
  - ヨシタカ
  - むつみまさと
  - ちーぼう
  - 佐伯たかし
  - ノディ!
  - かずし
  - 桐島千夜
  - トン☆ヌラ
  - いのくま
  - 成田屋
  - GENSHI
  - おつゆフィーバー
  - ADハニーくん
  - 栗林
  - YOK
  - ふくぽん
  - ドラ之介モグ太
  - 有馬依琉
  - 前田俊介
  - 強振
  - だっきー
  - ハタオリ
  - PKタートルズ[16]
  - 魚介[17]
  - いってんちろく[17]

## 関連書籍
- 『トクマ・インターメディア・ムック アリスソフト美少女アルバム』徳間書店、1991年10月30日
- 『ALICE SOFT ILLUSTRATIONS ～アリスのらくがき帳～』コンパス・マガジン・エクスプレス、1993年5月10日
- 『アリスソフト公式完全必勝ガイド』メガストア編集部編、白夜書房